# У Ци
У Ци (кит. упр. 吴起, пиньинь Wú Qǐ;, ? — 381 г. до н. э.) — китайский полководец и государственный деятель. Официальная история считает, что он не проиграл ни одного сражения.

## Биография
У Ци родился около 440 года до н. э. в древнекитайском царстве Вэй. Учился у Цзэн-цзы, затем отправился на службу к правителю царства Лу. Сыма Цянь пишет, что когда царство Ци напало на царство Лу, то правитель Лу хотел назначить У Ци полководцем. Но так как жена последнего была родом из Ци, правитель не доверял ему, и тогда У Ци, который хотел стать знаменитым, убил свою жену, чтобы показать, что его ничто не связывает с Ци. Правитель Лу в конце концов назначил его полководцем, и Лу победило Ци.
Впоследствии У Ци был очернён недругами, и правитель Лу сместил его. Тогда У Ци переехал в царство Вэй, и служил правителю Вэнь-хоу, а после его смерти — его сыну У-хоу. Под руководством У Ци вэйская армия успешно сражалась против царства Цинь. Однако и здесь он приобрёл себе недругов, и был вынужден покинуть и это царство.
После этого У Ци отправился в царство Чу. Чуский правитель Дао-ван, который много слышал про У Ци, сделал его первым министром. По инициативе У Ци в царстве Чу были проведены реформы, направленные на централизацию власти. Реформы У Ци способствовали усилению и военным успехам царства Чу. Другие царства были обеспокоены возрастающей мощью Чу, а пострадавшие от его реформ чуские аристократы мечтали разделаться с У Ци. Когда Дао-ван умер, против У Ци был организован заговор. Согласно Сыма Цяню,
Когда Дао-ван умер, его родственники и главные министры восстали и напали на У Ци. Он побежал к телу правителя и спрятался под ним. Когда его преследователи стреляли в него из луков, стрелы, поражая его, попадали также и в тело Дао-вана. Когда Дао-ван был погребён и на трон взошёл его сын, он приказал министру юстиции казнить всех тех, кто стрелял в У Ци и попал в тело правителя. Тех, кто был признан виновным и казнён, а также их истреблённых родственников, было более семидесяти..

## Литературное наследие
В библиографическом разделе «Ханьшу» («Белу» 別錄) упоминается составленный У Ци трактат «У-цзы бин фа» из 48 глав. До нашего времени сохранилась версия этого трактата, состоящая из 6 глав.
«Белу» также упоминает У Ци в генеалогии лиц, участвовавших в сохранении и передаче «Цзо чжуань». Ю.Пинес выдвинул предположение, что ему принадлежит авторство трёх фрагментов-интерполяций, отличающихся подданническими сентиментами по отношению к правящей линии царства Вэй, (в усилении которой У Ци был заинтересован): речи, приписываемые Чжэн Чжуаню (ок.514 до н. э., «Чжао» 28:1495-6) и Конфуцию (там же, 28:1497), а также двойное предсказание возвышения Вэй («Минь» 1:259-60).